# کریستین لارسن
کریستین لارسن (دانمارکی: Kristian Larsen; ۲ فوریهٔ ۱۸۹۵ – ۱۹ ژوئن ۱۹۷۲) ژیمناست هنری اهل دانمارک بود.